# عطاس سببه الجنس
يعرف العطاس الذي يحدث نتيجة ممارسة الجنس أو العطاس المستحث جنسياً بأنه ظاهرة خواصها العطاس أثناء الاستثارة الجنسية، أو عند الوصول إلى ذروة الجماع.

## العلامات والأعراض
يعطس الشخص نتيجة للأفكار الجنسية، أو الاستثارة الجنسية، أو أثناء العلاقة الجنسية، أو عند الوصول للنشوة الجنسية.
يحدث العطاس عن طريق مؤثرات أنفية خارجية أو مثيرات الحساسية، ويمكن أن يحدث أثناء أي مرحلة من مراحل العملية الجنسية. يتأثر كلًا من الرجال والنساء بهذه الظاهرة.

## الأسباب
يوضح طبيب الأنف والأذن والحنجرة بمستشفى جون رادكليف محمود بوتا أنه من المحتمل أن يكون العطاس المستحث جنسيا محددًا بعوامل جينية، ومن الممكن أن يكون نتيجةً للطريقة التي يتصل بها الجهاز العصبي المركزي:
تعكس ردة الفعل اللاإرادية تلك آثار تطورية في اتصال جزء من الجهاز العصبي يسمى الجهاز العصبي اللاإرادي. ويعتبر هذا الجزء خارج عن تحكمنا؛ فهو المسئول عن معدل ضربات القلب، وكمية الضوء المسموح لها دخول بؤبؤ العين. أحيانًا تختلط الإشارات في هذا الجهاز مما يؤدي إلى عطس بعض الناس عند التفكير في الجنس في رأيي.
يركز تفسير آخر محتمل على الأنسجة الانتصابية في الأنف، والتي من الممكن أن تحتقن عند الاستثارة الجنسية مما يبعث على العطاس.

## العلاج
من الممكن أن تمنع مضادات احتقان الأنف العطاس المستحث جنسياً.